# Sorghumhirsen
Als Sorghumhirsen werden die Arten der Gattung Sorghum (ˈzɔrgʊm) aus der Familie der Süßgräser (Poaceae) bezeichnet. Auch die Schreibweise Sorgum ist gelegentlich anzutreffen. Hirsen sind C4-Pflanzen, die wärme- und lichtliebend sind. Sie besitzen eine gute Trockenheitsresistenz, sind jedoch häufig dem Vogelfraß ausgesetzt.
Die wirtschaftlich bedeutendste Art dieses Taxons ist das Sorghum (Sorghum bicolor), das wichtigste Getreide in Afrika, das auch in den USA, Südeuropa, Zentralamerika und Südasien angepflanzt wird.
Es wird vornehmlich für die Produktion von Mehl und als Viehfutter verwendet. 2018 war es das Getreide mit der weltweit fünftgrößten Anbaufläche – nach Weizen, Mais, Reis und Gerste. Es stammt ursprünglich aus Ostafrika und ist an heißes und trockenes Klima angepasst. Eine weitere bekannte Art ist das vor allem als Futterpflanze, aber auch als Energiepflanze eingesetzte Sudangras (S. sudanense). Als Vogelfutter wird ebenfalls die Sorghumhirse verwendet.

## Systematik und Nomenklatur
Die Sorghumhirsen (Sorghum sp.) gehören zu einer Gattung aus dem Tribus Andropogoneae der Unterfamilie Panicoideae, die zur Familie der Poaceae gehört. Den Andropogoneae werden auch andere, bedeutende Nutzpflanzen, wie z. B. Mais (Zea mays) und Zuckerrohr (Saccharum officinarum), zugeordnet.
In der Unterfamilie Panicoideae finden sich weitere Gattungen bzw. Arten, die als Hirse bezeichnet werden. Wirtschaftlich bedeutende Arten dieses Getreides können so auch den Gattungen Pennisetum (z. B. Perlhirse), Panicum (z. B. Rispenhirse) etc. angehören. Auch landwirtschaftlich genutzte Arten anderer Unterfamilien, wie z. B. der Chloridoideae, werden als Hirse bezeichnet, wie z. B. die Fingerhirse (Eleusine coracana) aus der Gattung Eleusine.
Auch bestimmte Ungräser, wie z. B. die in Deutschland bedeutende Hühnerhirse (Echinochloa crus-galli) aus der Unterfamilie Panicoideae, tragen die Bezeichnung Hirse.
Die Sorghumhirsen stellen somit nur einen Teil der als Hirse bezeichneten Arten.
Die wirtschaftlich bedeutende Sorghumhirseart Sorghum bicolor wird gelegentlich als die Sorghumhirse bezeichnet, obwohl diese Bezeichnung nach obiger Definition alle Arten der Gattung umfasst.
Die genetische Herkunft der landwirtschaftlich bedeutenden Art Sorghum bicolor liegt im heutigen Äthiopien. Sorghum wurde im südsaharischen Afrika domestiziert. Ab ca. 2000 v. Chr. lässt sich Sorghum auch in Zentralindien nachweisen, zusammen mit anderen afrikanischen Kulturpflanzen wie Lablab (Lablab purpureus) und der Augenbohne (Vigna unguiculata). In Ägypten wurde es in der frühislamischen Zeit zu einer wichtigen Nutzpflanze.
Sorghumhirsen ähneln im Pflanzenaufbau (Morphologie) dem Mais. Sie erreichen Wuchshöhen von bis zu 5 m und haben mit Mark gefüllte Halme, die an den Knoten Seitentriebe bilden können. Die Rispen sind 10 bis 60 cm lang und tragen Ästchen mit je zwei Ährchen, das obere bildet eine zwittrige, das untere zwei männliche Blüten. Sorghumrispen können sehr unterschiedlich in ihrer Erscheinung sein, je nach Sorte und Herkunft kompakt mit dicht anliegenden Körnern (arider Ursprung), oder offen mit weit auseinander liegenden Körnern (humider Ursprung). Die unbespelzten Körner sind 4 bis 5 mm dick, rund und von weißem, gelblichem bis rotem Farbton. Die weltweit am häufigsten genutzten domestizierten Formen der Art Sorghum bicolor  besitzen bräunliche Körner. In den Körnern vieler Kultivare befindliche Bitterstoffe (Tannine) können, je nach Konzentration, vor Fraßfeinden, insbesondere vor Vogelfraß schützen (Bird-resistant sorghum).

## Arten

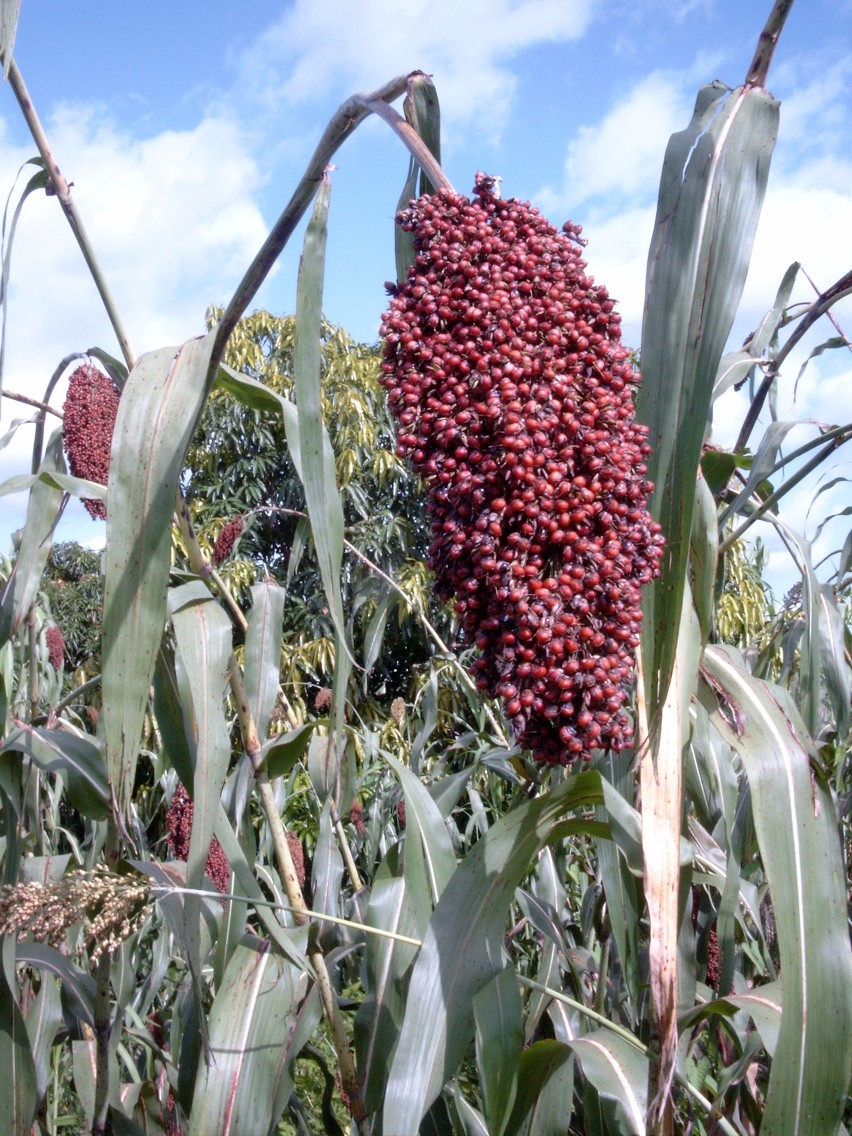
Sorghum bicolor in Burkina Faso

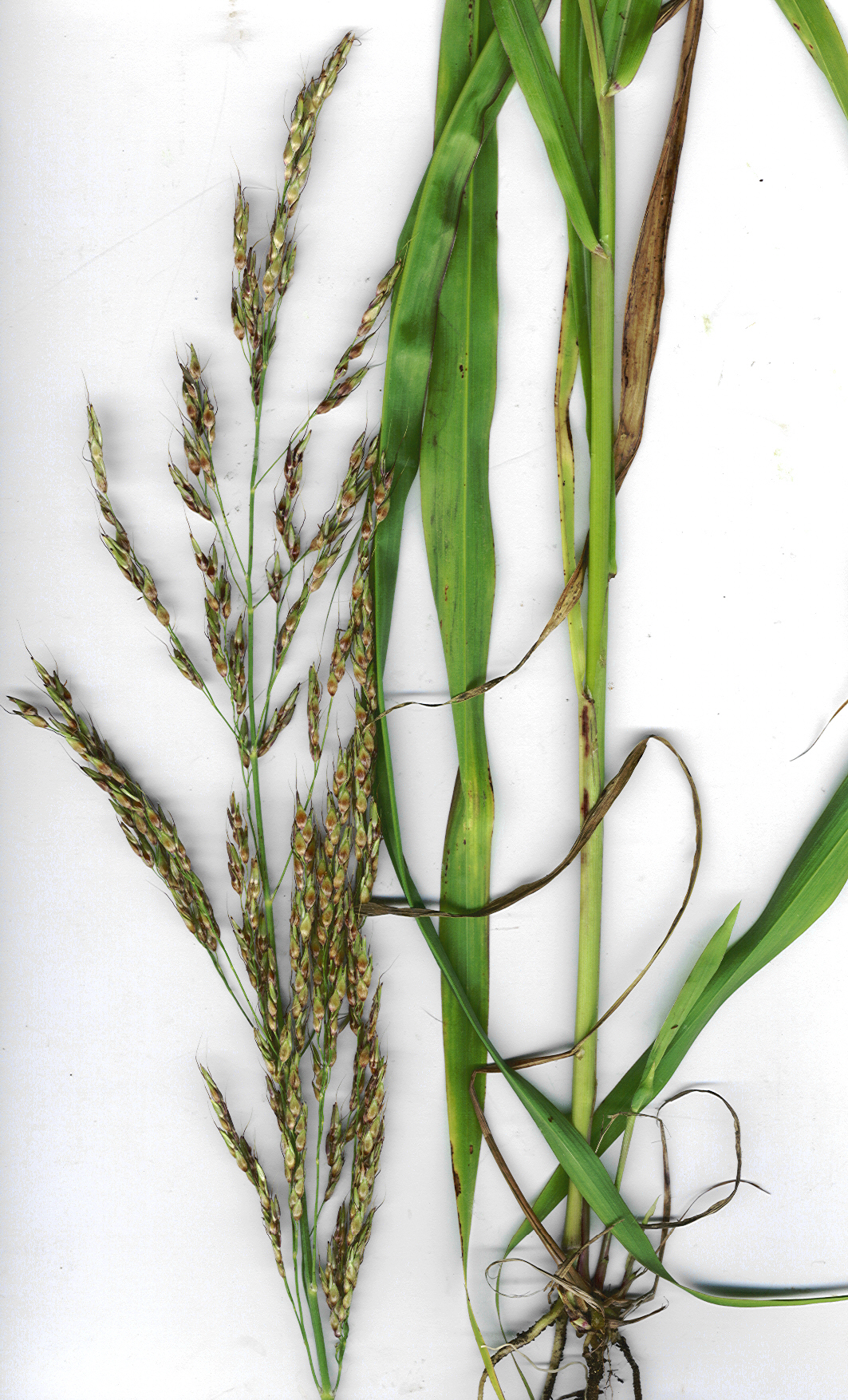
Wilde Sorghumhirse (Sorghum halepense)

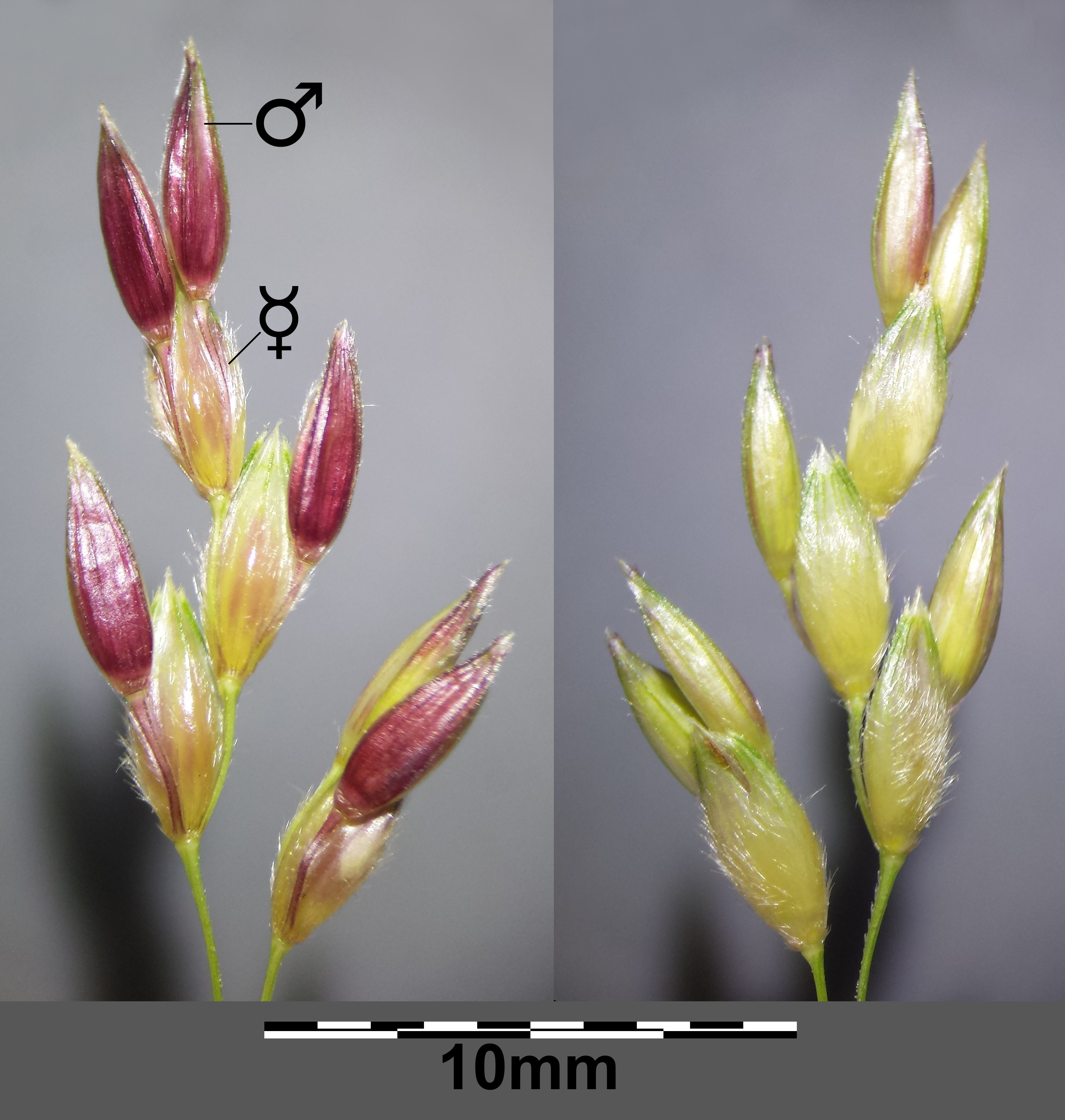
Bei der Gattung Sorghum (hier S. halepense) sind an den Rispenzweigen jeweils ein sitzendes ☿-Ährchen und ein gestieltes ♂-Ährchen (im linken Bild purpurn) nebeneinander angeordnet. Nur am Ende der Rispenzweige sind zwei gestielte ♂-Ährchen vorhanden.

In der Gattung Sorghumhirsen Sorghum gibt es etwa 30 Arten:
- Columbusgras (Sorghum × almum Parodi[10]  = Sorghum bicolor × Sorghum halepense): Es wurde zuerst 1943 aus Argentinien beschrieben.[10]
- Sorghum amplum Lazarides: Die Heimat ist das nordwestliche Australien.[9]
- Sorghum angustum S.T.Blake: Die Heimat ist das nördliche Queensland.[9]
- Sorghum arundinaceum (Desv.) Stapf (Syn.: Sorghum virgatum (Hack.) Stapf): Die Heimat ist Afrika und Indien.[9]
- Sorghumhirse (Sorghum bicolor (L.) Moench; Syn.: Sorghum vulgare Pers., Sorghum saccharatum Pers.): Die Heimat ist die afrikanische Sahelzone, doch wurde die Art weltweit kultiviert.[9]
- Sorghum brachypodum Lazarides: Die Heimat ist das nördliche Northern Territory in Australien.[9]
- Sorghum bulbosum Lazarides: Die Heimat ist das westliche und nördliche Australien.[9]
- Sorghum burmahicum Raizada: Die Heimat ist Myanmar und Thailand.[9]
- Sorghum controversum (Steud.) Snowden: Die Heimat ist Indien.[9]
- Sudangras (Sorghum × drummondii (Nees ex Steud.) Millsp. & Chase; Syn.: Sorghum  × sudanense (Piper) Stapf =  Sorghum arundinaceum × Sorghum bicolor): Die Heimat ist das tropische Westafrika bis zum Sudan.[9] Sie wird in Mitteleuropa als Energiepflanze erprobt und wird bis etwa 2,5 Meter hoch.[10]
- Sorghum ecarinatum Lazarides: Die Heimat ist das westliche und nördliche Australien.[9]
- Sorghum exstans Lazarides: Die Heimat ist das nördliche Northern Territory.[9]
- Sorghum grande Lazarides: Die Heimat ist Queensland und das nördliche Northern Territory.[9]
- Wilde Sorghumhirse (Sorghum halepense (L.) Pers.): Das Verbreitungsgebiet reicht von Makaronesien bis Zentralasien und Indochina; die Art kommt aber auch weltweit verschleppt vor.[9]
- Sorghum interjectum Lazarides: Die Heimat ist das westliche und nördliche Australien.[9]
- Sorghum intrans F.Muell. ex Benth.: Die Heimat ist das westliche und nördliche Australien.[9]
- Sorghum laxiflorum F.M.Bailey: Das Verbreitungsgebiet reicht von den Philippinen bis zum nördlichen und östlichen Australien.[9]
- Sorghum leiocladum (Hack.) C.E.Hubb.: Die Heimat ist das östliche Australien.[9]
- Sorghum macrospermum E.D.Garber: Die Heimat ist das nördliche und nordwestliche Northern Territory in Australien.[9]
- Sorghum matarankense E.D.Garber & Snyder: Die Heimat ist das westliche und nördliche Australien.[9]
- Sorghum nitidum (Vahl) Pers.: Die Heimat ist das tropische und subtropische Asien und die Inseln im nordwestlichen Pazifik.[9]
- Sorghum plumosum (R.Br.) P.Beauv.: Das Verbreitungsgebiet reicht von Malesien bis Australien.[9]
- Sorghum propinquum (Kunth) Hitchc.: Die Heimat ist das tropische und subtropische Asien und die Inseln im Pazifik.[9]
- Sorghum purpureosericeum (Hochst. ex A.Rich.) Schweinf. & Asch.: Die Heimat ist Mali bis Eritrea und Tansania, die südliche Arabische Halbinsel und Indien.[9]
- Sorghum stipoideum (Ewart & Jean White) C.A.Gardner & C.E.Hubb.: Die Heimat ist das nordwestliche Australien.
- Sorghum timorense (Kunth) Buse: Das Verbreitungsgebiet reicht von Indonesien bis Australien.[9]
- Sorghum trichocladum (Rupr. ex Hack.) Kuntze: Die Heimat ist Mexiko, Guatemala und Honduras.[9]
- Sorghum versicolor Andersson: Das Verbreitungsgebiet reicht von Äthiopien bis zum südlichen Afrika und zur Arabischen Halbinsel.[9]
- Sorghum virgatum (Hack.) Stapf: Das Verbreitungsgebiet reicht von Mauretanien bis zum südlichen Syrien.[9]

## Wirtschaftliche Bedeutung

### Anbau weltweit
2021 wurden weltweit 61.364.997 t Sorghum geerntet. Die weltweit größten Exporteure sind die USA, Argentinien und Australien.
Die weltweiten Erträge lagen 2021 um 15 dt/ha. Die Anbaufläche betrug etwa 41 Millionen Hektar. Der Hauptproduzent von Sorghum sind die USA mit 11,4 Mio. t (2021), obwohl die Anbauflächen in Afrika und Asien deutlich ausgedehnter sind. Die 10 größten Produzenten ernteten 2021 rund 74,5 % der Welterntemenge.
Angaben des United States Department of Agriculture (USDA) und der Food and Agriculture Organization (FAO) zu den größten Anbauländern liegen nur für die gesamte Gattung der Sorghumhirsen vor, wobei dies mutmaßlich überwiegend Sorghum bicolor ist. Folgende Tabelle gibt einen Überblick auf Basis der Daten der FAO:
| Rang | Land                | Menge (in t) |
| ---- | ------------------- | ------------ |
| 1    | Vereinigte Staaten  | 11.374.900   |
| 2    | Nigeria             | 6.725.000    |
| 3    | Indien              | 4.810.000    |
| 4    | Äthiopien           | 4.450.000    |
| 5    | Mexiko              | 4.370.064    |
| 6    | Sudan               | 3.530.000    |
| 7    | Argentinien         | 3.319.341    |
| 8    | Volksrepublik China | 3.000.000    |
| 9    | Brasilien           | 2.506.772    |
| 10   | Australien          | 1.638.962    |
|      | Summe Top Ten       | 45.725.039   |

Siehe auch: Die größten Weizenproduzenten, Die größten Roggenproduzenten, Die größten Gersteproduzenten, Die größten Reisproduzenten, Die größten Maisproduzenten, Die größten Haferproduzenten

### Anbau Österreich
In Österreich wurden in den Jahren 2016 bis 2019 auf rund 10.000 Hektar Sorghum angebaut, im Jahr 2020 wurde die Fläche auf fast 14.000 Hektar ausgeweitet. Etwa die Hälfte entfällt auf Niederösterreich, je ein Viertel auf das Burgenland und die Steiermark.

## Verwendung

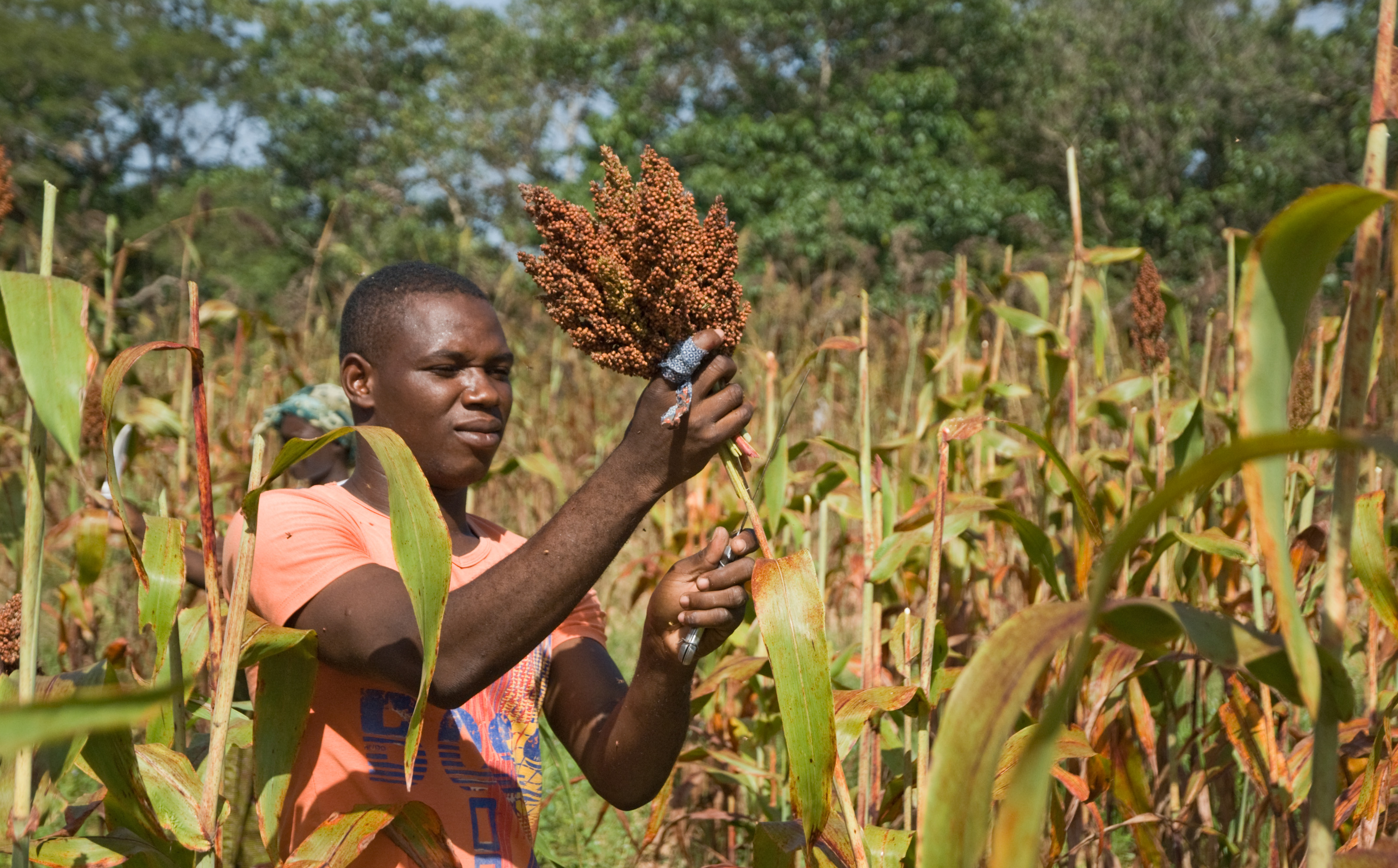
Ernte mit der Sichel in Burkina Faso, 2015

### Nahrungs- und Futtermittel
Sorghum bicolor eignet sich kaum zum Backen, findet aber in Form von Brei, Grütze oder Fladen Verwendung als Lebensmittel. Auch zur Bierherstellung wird es genutzt, zum Beispiel für das traditionell hergestellte Umqombothi in Südafrika, Dolo in Westafrika, Pombe in Ostafrika und Merisa im Sudan. Für die industrielle Bierproduktion ist Sorghum von Bedeutung, da es für die Herstellung von glutenfreiem Bier für Menschen mit Zöliakie (Glutenunverträglichkeit) geeignet ist. Sorghum kann ähnlich dem Mais gut als ganze Pflanze als Futter verwendet werden, muss aber entweder frisch verfüttert oder zur Senkung des Gehalts des cyanogenen Glycosids Dhurrin siliert oder getrocknet werden.

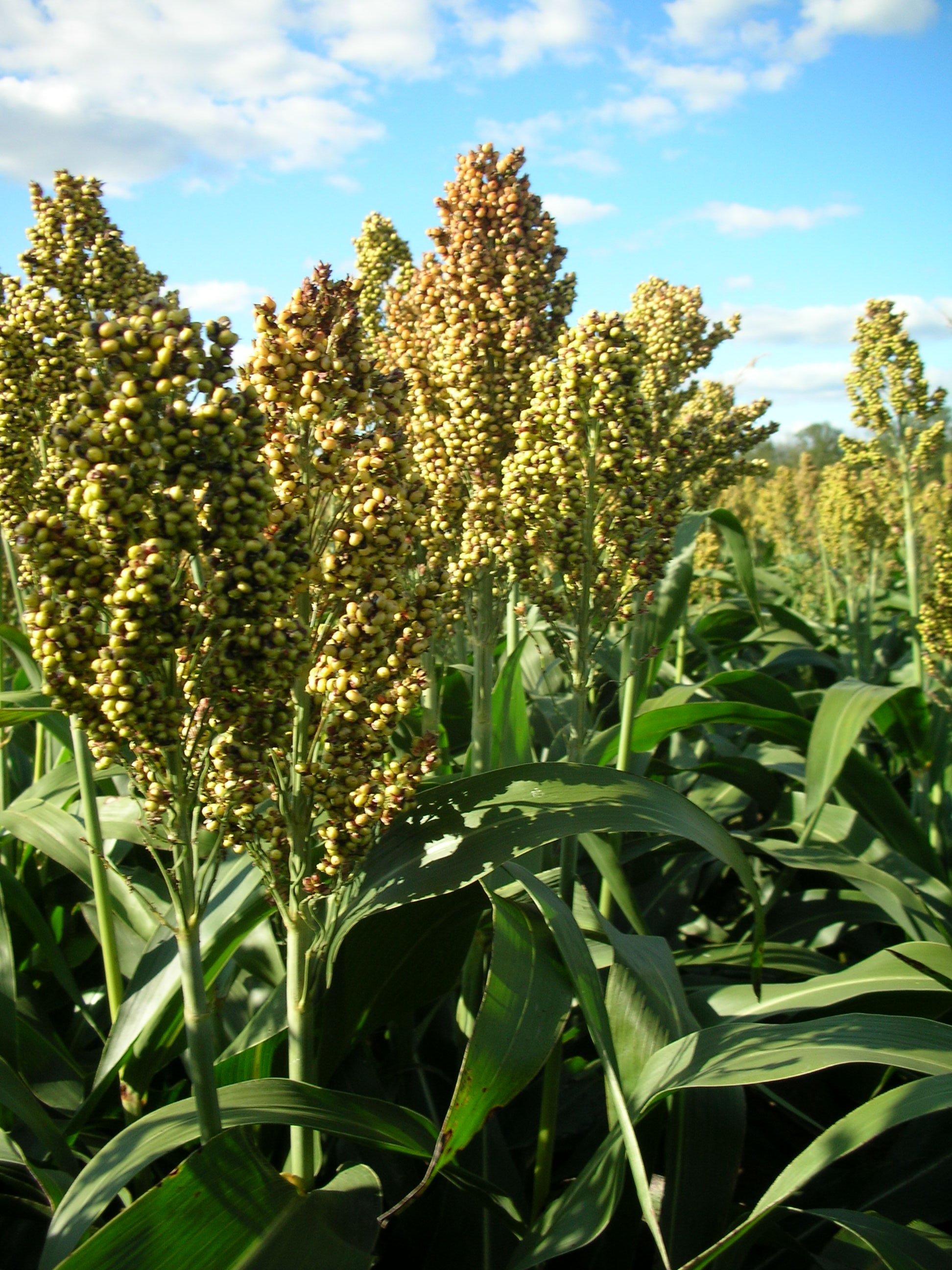
Sorghum bicolor in Sachsen-Anhalt

Hirse und Sorghum können mit einem Gesamtphenolgehalt von ca. 35 bis 50 mg/100 g (Ferulasäureäquivalente in der Trockenmasse) sehr hohe Mengen an phenolischen Substanzen enthalten, denen überwiegend eine gesundheitsförderliche Wirkung zugesprochen wird.
Sie verringern den glykämischen Index und führen häufig zu einer Senkung des Blutcholesterinspiegels. Unter Umständen verringert sich bei regelmäßigem Konsum das Risiko des Auftretens von Speiseröhrenkrebs (im Vergleich zur Aufnahme von Weizen und Mais).
Der Phenolgehalt mancher Sorghumsorten ist so hoch, dass sich durch die Bindung von Proteinen, Kohlenhydraten und Mineralstoffen möglicherweise deren Bioverfügbarkeit vermindert. Durch die Verarbeitung des Getreides kann sich dieser Effekt reduzieren.
Wissenschaftler arbeiten derzeit an Sorghumsorten mit verbessertem Gehalten an Nährstoffen, wie Vitamin A, Zink, Eisen und mehreren Aminosäuren.
Der chinesische hochpreisige Schnaps Maotai wird ebenfalls aus Sorghum hergestellt.

### Nachwachsender Rohstoff

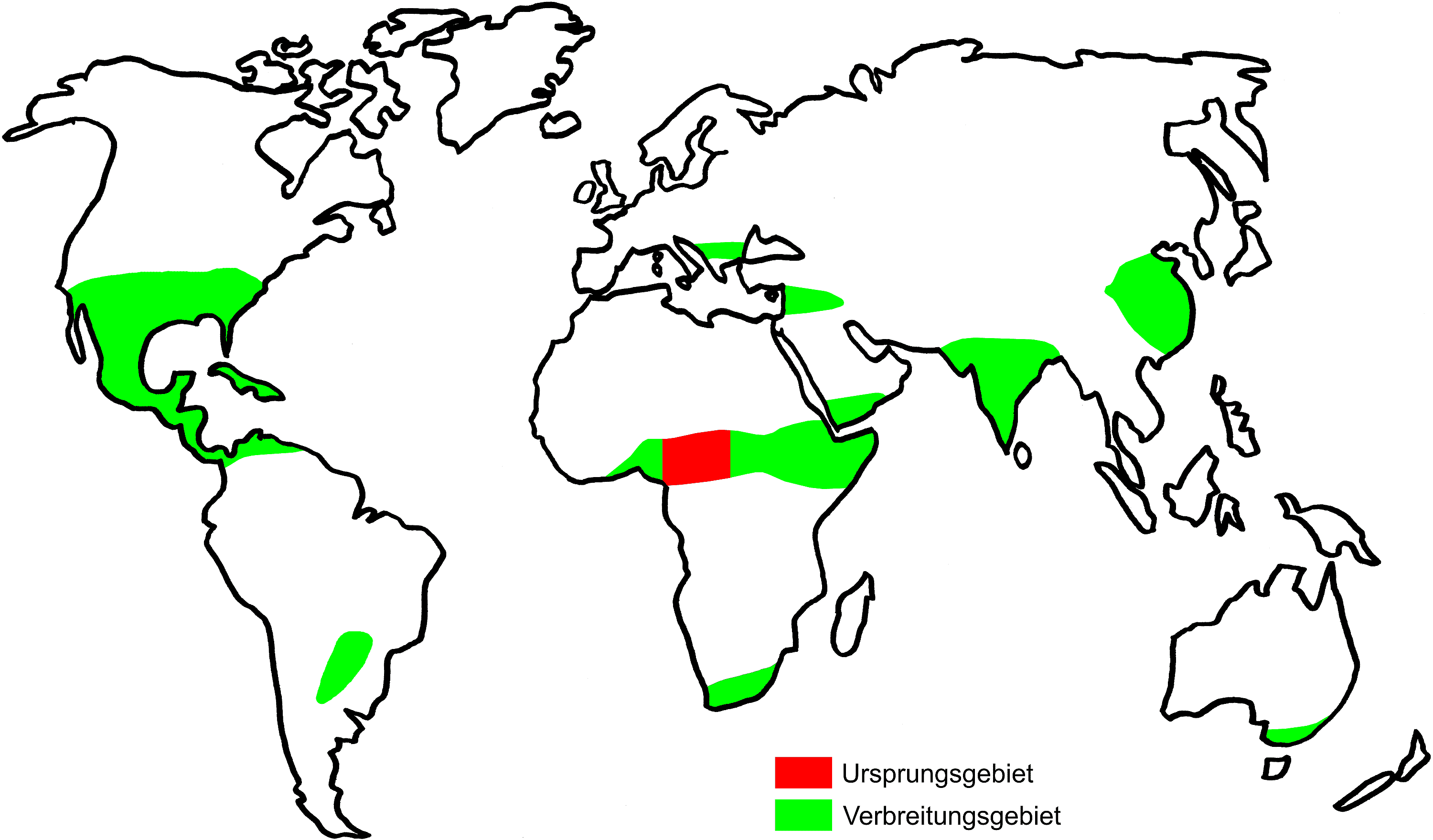
Anbaugebiete

Zunehmende Bedeutung haben Sorghumhirsen als nachwachsende Rohstoffe. Untersuchungen zeigen den Wert von Sorghum sudanense und anderen Arten, wie der als Zuckerhirse bezeichneten zuckerreichen Form der Sorghumhirse (Sorghum bicolor), als Energiepflanze zur Strom- oder Gaserzeugung aus Biomasse.
In den USA wird aus Zuckerhirse Bioethanol hergestellt. Eine parallele Nutzung der Fasern (Faserhirse) ist möglich, es wird z. B. die „Kirei-Board“-Faserplatte hergestellt. In Deutschland wird die Nutzbarkeit von Zuckerhirse und Sudangras als Gärsubstrat zur Erzeugung von Biogas intensiv untersucht.
Die Fachzeitschrift Nature berichtete im Juni 2007, dass die Volksrepublik China bis 2020 15 Prozent ihres Treibstoffbedarfs aus nachwachsenden Rohstoffen gewinnen und daher in wachsendem Maße vor allem Sorghum (statt Mais) anbauen wollte.